# Celia Esther Coto
Celia Esther Coto (nacida el 18 de febrero de 1936 en Argentina) fue una química argentina reconocida como pionera de la virología en el país. Sus líneas principales de investigación fueron el virus Junín y el hallazgo de sustancias antivirales de origen natural.

## Reseña biográfica
Celia Coto fue una reconocida viróloga. Se graduó como Licenciada en Química por la Facultad de Ciencias Exactas y Naturales de la Universidad de Buenos Aires, extendiéndose su formación de grado entre 1954 y 1960. Se especializó en el estudio del virus Junín. Respecto de los virus, Coto sostenía que:

Los virus juegan en la vida del hombre un doble papel, por un lado son portadores de malas noticias: enferman; pro a la vez han facilitado el estudio de los procesos biológicos a nivel molecular.
Celia Esther Coto.

Inicialmente motivada por hallar la cura del cáncer a raíz de la muerte de su padre, el interés de Coto por la virología surgió al final de su carrera de grado de Licenciatura en Química: 
{{Cita|a partir de una clase de Química Biológica dictada por el Profesor Mendive, sobre la existencia de los fagos que tomando la maquinaria celular se apropiaban de ella en su beneficio. Esa clase en el viejo edificio de calle Perú en alguna forma marcó su camino. De hecho su trabajo de tesis versó sobre bacterias y fagos, en la Facultad de Medicina de la UBA bajo la dirección del Dr. Armando Parodi, descubridor del virus Junín. Después de su posdoctorado en el Albert Einstein Medical Center, Filadelfia, EEUU, volvió a la Facultad de Medicina y comenzó allí su prolongada y fructífera relación con el virus Junín.
Se doctoró en la UBA en 1964.
Coto alcanzó en CONICET la posición de Investigadora Superior, desarrollando una labor de investigación destacada. Publicó 
120 artículos en prestigiosas revistas de su área. Fue directora de 21 tesis de doctorado, en algunos casos en conjunto con Eugenia Sacerdote de Lustig.
En 1972 inició el dictado de la materia Virología en la FCEN, la cual fue la única materia de grado en las universidades argentinas en ese campo disciplinar durante varias décadas. Dictó numerosos cursos de posgrado en el interior del país, posibilitando la formación nuevos grupos de investigación en virología.
A principios de la década del 70, Coto creó el Laboratorio de Virología en la Facultad de Ciencias Exactas y Naturales de la UBA, buscando el desarrollo de esta disciplina científica, llevando adelante tanto investigación como la formación de recursos humanos en el campo.
Participó asimismo de la gestión universitaria de la Facultad de Ciencias Exactas y Naturales de la UBA, como miembro de Consejo Departamental, Comisiones de Doctorado, Comisiones Asesoras en la UBA y Directora del Departamento de Química Biológica.
En 2002 fundó la revista electrónica del Departamento de Química Biológica de FCEN UBA llamada “Química Viva”, dedicada a publicar artículos de investigación, actualización y educación en ciencias químicas, ejerciendo su dirección hasta 2014.
Fue miembro fundadora de la Sociedad Argentina de Virología, en la que actuó desde su creación en 1968. Ejerció la presidencia de la Sociedad entre 1982 y 1985. Fue impulsora de la realización de encuentros periódicos de investigadores del área: Congresos Argentinos de Virología y Reuniones Científicas Anuales, tanto en Buenos Aires como en el interior.
Uno de los hijos de Coto, Esteban Ravaschino, también es investigador en Química en FCEN UBA en el Laboratorio de Desarrollo de Síntesis de Agrofina.

## Distinciones
Coto recibió el Premio Asociación Argentina de Microbiología en 1991.
Coto fue reconocida como una pionera de la virología en el XII Congreso Argentino de Virología (2017):
```
Su generosa visión iluminó el presente y el futuro de nuestra ciencia. Va nuestro sentido reconocimiento para aquellos virólogos pioneros: Celia Coto, Mercedes Weissenbacher, Angélica Teyssié, Oscar Grau y Ramón de Torres, que entre otros, lograron que ese desafío fuese posible.
[
12
]
```

La Sociedad Argentina de Virología lamentó el fallecimiento de la Dra. Celia Coto con sentidas palabras de la Dra. Elsa Beatriz Damonte:
```
Recordaremos siempre con admiración y cariño a quien supiera ser una gran viróloga y pujante iniciadora de nuestra sociedad. Con estas líneas, quiero expresar en mi nombre y también en el de la AAM, que me ha confiado esta tarea, un afectuoso recuerdo y reconocimiento a nuestra querida colega la Profesora Dra. Celia Coto, fallecida el pasado 15 de abril. [...] Esta apretada síntesis de sus logros la distingue indudablemente como una verdadera maestra de la virología, contribuyendo a formar una masa crítica de virólogos en nuestro país. Siempre fue generosa en brindar oportunidades a todo aquel que se acercara a su laboratorio con intenciones de trabajar en investigación y fue generosa en reconocer el trabajo de sus colaboradores, afirmando siempre que “los avances de la ciencia no se logran individualmente, son el producto de una tarea colectiva”. Sus discípulos en Exactas, hemos continuado hasta el presente con la enseñanza, la investigación y la difusión de la Virología, ya que sembró en todos nosotros la responsabilidad de conservar y ampliar lo ya obtenido. Que lo hecho por ella sea modelo de lucha y dedicación, de un continuo planteo de nuevos desafíos y tenacidad para enfrentarlos, manteniendo siempre una ética de conducta estricta. Quienes tuvimos la suerte de compartir con Celia la labor diaria a lo largo de varios años, en los malos y buenos momentos, mantendremos por siempre en la memoria su entrañable recuerdo así como la intención de seguir sus huellas.
```

La Sociedad Argentina de Virología (SAV), en su Asamblea Anual Ordinaria de 2019 le rindió un homenaje a
Celia Coto, en una ceremonia a la que asistieron discípulos, amigos, colegas y familiares.